# Orchestre Sinfonietta de Chicago
L'orchestre Sinfonietta de Chicago (Chicago Sinfonietta en anglais) est un orchestre américain basé à Chicago, dans l'Illinois (États-Unis).
La mission de l'orchestre est « de servir de modèle national pour le tout et d'innovation dans la musique classique » et « aider l'Amérique à devenir une véritable démocratie culturelle, dans laquelle chacun peut partager entièrement ses ressources culturelles et qu'ensemble, ils peuvent apporter une contribution constructive à cette richesse culturelle ». Le groupe s'est parfois affiché en tant qu'« orchestre le plus divers de la nation ».

## Historique
L'orchestre a été fondé en 1987 grâce au directeur musical Paul Freeman. Dans sa première décennie, le groupe a fait plusieurs excursions à travers les États-Unis, l'Europe, et à destination des territoires d'outre-mer. À cette époque, les interprètes comprenaient les enfants de chœur de Vienne, Ben Vereen et Marian McPartland. Dans la deuxième décennie de l'histoire de l'orchestre, le groupe a produit trois nouveaux enregistrements et les a exécuté avec des invités dont Poi Dog Pondering, Howard Levy, Rachel Barton Pine, Orbert Davis et le Chœur de l'Église apostolique de Dieu (Apostolic Church of God Choir).